# 京セラインダストリアルツールズ
京セラ インダストリアルツールズ株式会社（KYOCERA Industrial Tools Corporation）は、パワーツールをはじめとする総合電動工具の製造販売を行う日本の企業である。京セラ株式会社の完全子会社。

## 概要
リョービ株式会社は、1968年にパワーツール（電動工具）事業に進出。以降、パワーツール事業を主力事業の一つとして行ってきた。リョービは2017年10月31日に、パワーツール事業を新設分割した新会社である京セラインダストリアルツールズ株式会社へ移管させた上で、京セラインダストリアルツールズの一部株式を京セラへ売却することを発表した。
京セラインダストリアルツールズは2018年1月10日付で、リョービが行ってきたパワーツールの製造並びに販売をリョービから譲受したと同時に、リョービが保有していた京セラインダストリアルツールズの株式の80%を京セラへ譲渡し、京セラの連結子会社となった。
パワーツールにおけるリョービブランドは継続して使用（事実上ライセンス契約）されていたが、2020年よりプロ向け製品についてKYOCERAブランドの使用を開始し、2021年10月からは家庭向け製品についてもKYOCERAブランドの使用を開始した。

## 沿革
- 2017年10月31日 - リョービの取締役会において、パワーツール事業を新設分割した新会社である京セラインダストリアルツールズ株式会社（以下KIT）へ移管することを決議。
- 2018年
  - 1月10日 - リョービからパワーツール事業を新設分割する形で設立。同時にリョービ保有の株式の内、80％を京セラへ譲渡。
  - 4月1日 - 子会社のリョービ販売株式会社の商号を、京セラインダストリアルツールズ販売株式会社へ変更。
- 2019年4月1日 - 本社を広島県府中市（リョービ本社）より福山市へ移転。
- 2020年1月10日 - リョービが保有していた20％の株式を京セラが取得。これによりKITは京セラの完全子会社となった。